# Cor ten Hoope
Cor (Cornelis) ten Hoope, alias 'Zwarte Kees' (Hoorn, 28 november 1906 - Overveen, 16 juli 1944), was een Nederlandse verzetsstrijder in de Tweede Wereldoorlog en lid van de KP-Waterland.
Cor ten Hoope werkte als opperwachtmeester der Staatspolitie in Middenbeemster. Begin 1944 werd hij lid van de KP-Purmerend/Waterland, waarvan verzetsstrijder Koen Rozendaal de leiding had. Ten Hoope werkte mee aan verschillende overvallen, onder andere in Middenbeemster en Purmerend, om zodoende in het bezit te komen van distributiebescheiden.
Hij was, als enige van zijn KP, betrokken bij de (tweede) overval op het Huis van Bewaring aan de Weteringschans in Amsterdam. Deze vond plaats in de nacht van 14 op 15 juli 1944 en stond onder leiding van Johannes Post en Hilbert van Dijk. Men wilde hiermee een aanzienlijk aantal gevangenen, onder andere de uit Waterland afkomstige KP’ers Koen Rozendaal en Nico Jonk, 
bevrijden. Door verraad van een bewaker, de SS'er Jan Boogaard, mislukte de overval. De groep werd opgewacht door de Sicherheitspolizei en er vond op de binnenplaats van het complex een vuurgevecht plaats waarbij de Duitsers met een machinegeweer te werk gingen. De groep baande zich een weg naar buiten en probeerde het Leidseplein en omgeving te bereiken. Onder hen was Ten Hoope. Hij maakte zich (ondanks zijn zware verwondingen) uit de voeten. De SD startte echter een grote zoekactie en Ten Hoope werd ontdekt en gearresteerd. 
De volgende dag, zondag 16 juli, vonden er verhoren plaats maar niemand laat een woord los. Tegen de middag werden Johannes Post, Jan Niklaas Veldman, Willem Frederik Smit, Arie Stramrood en Jacques Stil bij elkaar op de gang verzameld in het hoofdkwartier van de SD aan de Euterpestraat. Aan de groep werden nog acht mannen toegevoegd (die betrokken waren bij de aanslag op het bevolkingsregister in Amsterdam. 
Op brancards werden ook de gewonde Hilbert van Dijk en Cor ten Hoope aan de groep toegevoegd. Guus Trestorff was al in het Wilhelmina Gasthuis aan zijn verwondingen gestorven. De verzetsstrijders werden naar het duingebied in Overveen vervoerd. Daar werden allen doodgeschoten. Cor ten Hoope lag bij deze executie nog op zijn brancard. Hij is op 25 juli 1945 herbegraven op de erebegraafplaats Bloemendaal in Overveen.
In Middenbeemster is een straat – de Cornelis ten Hoopestraat – naar hem vernoemd.